# Glee Torrealba
Glee Torrealba es una activista, líder comunitaria y especialista en marketing digital panameña reconocida por su labor en la defensa de los derechos de las mujeres y la población LGBTIQ+.

## Biografía

### Formación
Torrealba, además de especializarse en marketing digital, cuenta con una formación en derechos humanos, estrategia de comunicación con enfoque de género, diseño gráfico inclusivo e interseccional. Es especialista en incidencia política y gestión de proyectos comunitarios.

### Activismo
Torrealba es Directora Ejecutiva de la Coalición Internacional de Mujeres y Familias (CIMUF), una organización que fundó el 26 de noviembre de 2016 junto a Samirah Armengol y Rocío Muñoz. CIMUF es la primera colectiva lesbo-feminista en Panamá, creada con el objetivo de proporcionar un espacio de visibilidad política para las mujeres de la diversidad sexual.
Bajo su presidencia, tanto ella como su organización han sido referencias en lucha contra la discriminación y la violencia de género en Panamá, para la defensa de los derechos de las mujeres y creando conciencia sobre la importancia de la igualdad y la inclusión.
Además de su trabajo en CIMUF, Torrealba ha sido una figura destacada en el evento anual Panamá Pride, contribuyendo a la organización de eventos que celebran la diversidad y promueven la igualdad de derechos como el «Lesbo Fest». Ha sido reconocida por su liderazgo y compromiso con la causa LGBTIQ+, siendo partícipe en diversas actividades institucionales por su labor en la comunidad.
Torrealba ha expresado su preocupación por la discriminación en Panamá, señalando que esta no es solo social y política, sino también institucional:

Es preocupante el tema de la discriminación ya que no es solo social sino institucional. Lo vivimos en las fiscalías, hospitales, en temas de herencia, al quitarnos el derecho a un matrimonio civil, a educarnos o a una familia. La situación que vivimos violenta nuestro derecho.
Torrealba, 2021.

El 17 de junio de 2024 recibió una distinción en homenaje a su trayectoria por parte del Panamá Pride.

## Reconocimientos
- Panamá Pride (2024), Homenaje a la trayectoria.[10]